# Nelson Ricart-Guerrero
Nelson Ricart-Guerrero (Santo Domingo, 1 de septiembre de 1953) es artista visual, un poeta, y narrador francodominicano residente en París desde 1977.

## Biografía
Nació en Santo Domingo el 1 de septiembre de 1953. Cursó estudios secundarios en New Windsor, New York (Oakland Academy) y en Santo Domingo donde  se gradúa de Bachiller en Ciencias y Letras (Colegio Santa Teresita, 1971). Es en esa institución que Miguel Alfonseca, su profesor de Literatura,  revelará su interés por la lectura y la escritura. Publica sus primeros poemas en diferentes suplementos literarios dominicanos en los años 1970 (El Caribe, Artes y Letras del Listín Diario, Palotes de ¡Ahora!). En esos años su abuela paterna, Belisa Cambiaso, antigua alumna de Abelardo Rodríguez Urdaneta, lo inicia a la pintura. En 1977 obtiene el doctorado en Cirugía Dental en la Universidad Nacional Pedro Henríquez Ureña con la mención magna cum laude. Becado por el Ministerio francés de la Cooperación, llega a París ese mismo año y ejerce como Asistente Extranjero en el Instituto de Estomatología y Cirugía Maxilofacial. Vive ese período como un exilio voluntario y entra en relación con el entonces grupo de refugiados dominicanos y latinoamericanos. Obtiene diferentes diplomas de especialidades odontológicas (C.E.S. en Periodoncia -Universidad Paris 7 y C.E.S. en Odontología Legal –Universidad Paris 6) e igualmente un D.E.A. en Antropología Biológica –Universidad Paris 7, que le permite integrar el equipo de Miya Awazu Pereira Da Silva en el Laboratorio de Anatomía Comparada del Museo Nacional de Historia Natural (1977-1981). Más tarde asistirá a los cursos de Ciencias Políticas del Instituto de Altos Estudios de América Latina (1981-1982) y a la Escuela del Louvre (1984-1985). 
En 1982 obtiene el derecho a ejercer en Francia la profesión de odontólogo  liberal, a título excepcional por decreto del ministro de tutela, publicado en la gaceta oficial. Ese mismo año adquiere la nacionalidad francesa y conoce a Christian Vauzelle con quien se casará en el 2013 tras la publicación de la ley sobre el “Matrimonio para todos” en Francia. El interés común por las artes les lleva a frecuentar diferentes círculos creativos.
Actividades artísticas
Tras una primera exposición de pinturas, “Tierras y Arenas” (1996) en la Terraza de Gutenberg de París, se relaciona con el Maestro Riccardo Licata e integrará su grupo de trabajo sobre los signos. Con el proyecto “Cosmogonías” (1997-1998), exploración de la memoria y de arquetipos, obtendrá diversos reconocimientos. En 1999 funda el Grupo 99 bajo la tutela de Riccardo Licata, en compañía de Georges Gilbert-Cazeneuve y François Georges; entre otros. Más tarde integrará el grupo “Signes et traces” dirigido por Licata. Sus pesquisas le llevaran a relacionar literatura y artes visuales, en particular en su proyecto “Altérités-Alteridades” presentado en el marco de “Lisboa, Capital europea de la Cultura” (2001). 
Su colaboración artística con Christian Vauzelle se hace pública con el proyecto “El doble - el alma en busca de un cuerpo” (2002), exploración multimedia de la dualidad creando un hito en la creación artística dominicana al darle visibilidad a la pareja homosexual. Su serie fotográfica “Detrás de los cristales” (2009) completa sus investigaciones sobre la otredad y la imagen especular.

## Reconocimientos
- Primer Premio de Pintura. Gran Salón Nacional de Artes Plásticas. Galería de Bellas Artes. Burdeos, 1998.
- Segundo Premio de Pintura. Concurso de Arte E. León Jimenes. Santiago de los Caballeros, 1998.
- Mención de Honor en Fotografía. XXV Bienal de Artes Visuales de Santo Domingo, 2009.

## Colecciones
- Museo de Arte Moderno de Santo Domingo.
- Museo del Dibujo, Santo Domingo.
- Centro Cultural E. León Jimenes. Santiago de los Caballeros.
- Museu da Electricidade. Lisboa.
- Codetel. Santo Domingo.

## Actividades literarias
La crítica literaria María Ugarte seleccionará “Momentos” que será su primer poema publicado (1975) en la sección cultural del periódico El Caribe.

## Poesía
- Boca de tiempo roto. Antología de poemas publicados en los suplementos literarios dominicanos. Editorial Letra Gráfica, Santo Domingo, 2005.
- Sólo quedan las palabras.  Isla Negra Editores, San Juan 2009.
- La luna o los ritos del amor. Edición bilingüe francés/español. Libreto in CD homónimo de Anthony Ocaña. Producciones Los Mafus. Madrid/Santo Domingo 2015.
- Ese rumor de mar. Antología Poética. Ediciones Cielonaranja. Santo Domingo, 2018.
- Revista Poesía -Número 1 dedicado enteramente al autor. Sin Licencia Editorial. Buenos Aires, Montevideo, París, 2023.

## Poesía y teatro
- Soy el Leife, el Pájaro Malo. Erizo Editorial. San Juan, 2013.
- Soy el Leife, el Pájaro Malo. Edición bilingüe francés/español. Ediciones Cielonaranja. Santo Domingo, 2017.

## Teatro
- Sueños en Misterio. Isla Negra Editores. San Juan, 2015.
- El encierro (Él en sí erró). Laboratorio del Actor, Santo Domingo 2016.
- El encierro (Él en sí erró). Brigadas de la Palabra. Número 0. Nueva York 2018.
- La escalera. Laboratorio del Actor. Santo Domingo, 2019.

## Narrativa
- El cumpleaños de Manuel Torremón. Ediciones Cielonaranja. Santo Domingo, 2021. Novela.
- Cuentos y relatos: .Baptiste.  In”Las aves que un día emigraron”. Relatos de autores de la diáspora dominicana en Europa recopilados por Rosa Silverio. Editora Nacional. Feria Internacional del Libro 2023.

## Antologías u obras colectivas
- Sólo para locos. Lourdes Batista. Nueva York, 2018.
- Retrato íntimo de poetas dominicanos. Yolanda Hernández y César Sánchez Beras. Taínos Editores. Nueva York, 2019.
- La Nouvelle Poésie latinoaméricaine III. Julio Rivero. Sin Licencia Editorial. París 2021.
- Archipiélago Inverosímil. Antología de Poetas Dominicanos en Europa. Fausto A. Leonardo Henríquez, Mayobanex Pérez y Daniel Tejada. Isla Negra Editores. San Juan/Madrid 2021.
- L´insularité comme concept appliqué à l'archipel des Caraïbes. In "Vivre et Ecrire les insularités. Inspirations Littéraires". Sous la direction de Catherine Pélage; Françoise Morcilloet MayumiShimosakai. Editions Paradigme, Orléans 2022.